# 신성 동맹 (1684년)
1684년의 신성 동맹(Lega Santa)은 교황 인노첸시오 11세(Pope Innocent XI)가 창시한 것으로 신성 로마 제국, 베네치아 공화국과 폴란드-리투아니아 연방이 참가하였다. 러시아 차르국(Tsardom of Russia)은 1686년에 동맹에 참가했다. 동맹은 대튀르크 전쟁(Great Turkish War)에서 오스만 제국에 대항하였다. 1699년 카를로비츠 조약(Treaty of Karlowitz)을 체결하면서 동맹은 해산되었다.